# Joseph Joel Duveen

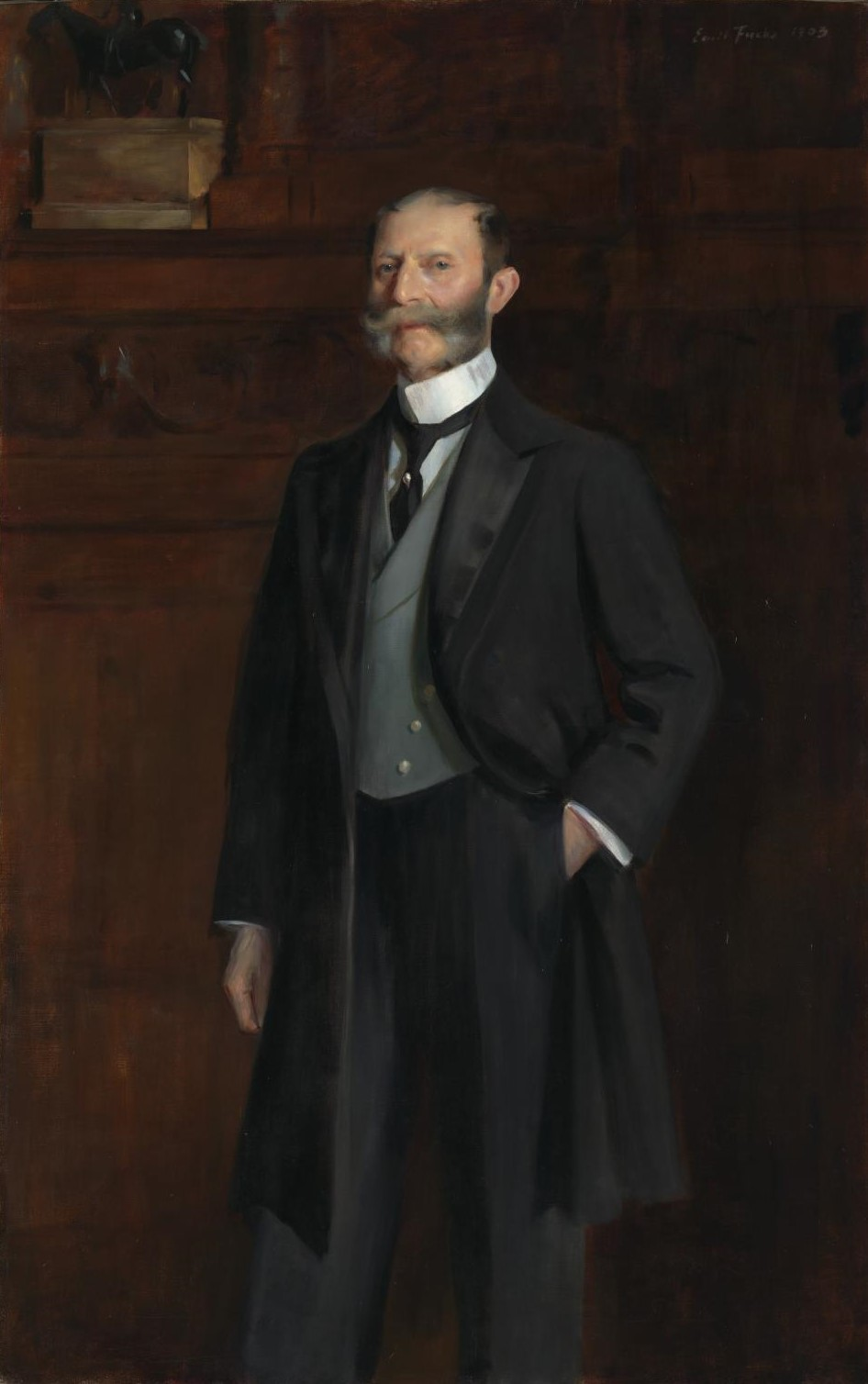
Joseph Joel Duveen

Joseph Joel Duveen (* 30. April 1843 in Meppel, Niederlande; † 9. November 1908 in Hyères) war ein britischer Antiquitäten- und Kunsthändler.
Joseph Joel Duveen war der Sohn des jüdischen Händlers Joseph Duveen (1820–1877) und seiner Freu Eva van Minden (1812–1864). Er ließ sich 1866 in Hull in England nieder; hier heiratete er 1869 Rosetta Barnett, mit der er zehn Söhne und vier Töchter hatte. Er begann mit dem Handel von holländischer und chinesischer Keramik und Antiquitäten. 1879 eröffnete er einen Laden in London und wurde nun von seinem jüngeren Bruder Henry J. Duveen (1855–1918) unterstützt („Duveen Brothers“). Es folgte 1886 eine Filiale in New York, deren Leitung Henry J. Duveen übernahm, und eine weitere Filiale in Paris. Neben dem Handel mit Keramik spezialisierten sich die Brüder immer mehr auf den Handel mit Gemälden. 1886 trat der älteste Sohn von Joseph Joel Duveen, Joseph Duveen (1869–1939), in das Geschäft ein und sollte es zum führenden Gemäldehändler Europas und Nordamerikas ausbauen.
Joseph Joel Duveen gelangte durch seinen Kunsthandel zu erheblichem Wohlstand und war als Stifter für englische Kunstmuseen tätig. 1908 finanzierte er den neuen Turner-Flügel der Tate Gallery in London. Am 26. Juni 1908 wurde Duveen als Knight Bachelor geadelt (Sir). Er wurde auf dem jüdischen Friedhof von Willesden, London, begraben.